# 米羅柳比夫卡 (波皮利尼亞區)
49°59′48″N 29°26′26″E / 49.99667°N 29.44056°E
米羅柳比夫卡（烏克蘭語：Миролюбівка）是位於烏克蘭北部日托米爾州裏日托米爾區的村莊，始建於1730年，面積6.8平方公里，海拔高度188米，2001年人口954。